# Пенні (Теорія великого вибуху)
Пенні (англ. Penny) — вигаданий персонаж телесеріалу «Теорія великого вибуху», зіграний акторкою Кейлі Куоко.

## Особистість
Молода дівчина, якій 22 роки на початку серіалу, сусідка Леонарда і Шелдона. Проста дівчина, працює в CheeseCakeFactory офіціанткою (в декількох серіях барменом). Стрілець. Пенні народилася і виросла на фермі в Омасі, потім приїхала до Лос-Анджелеса, мріючи стати акторкою (в 10 серії її беруть солісткою в бродвейський мюзикл, який провалився через жахливі вокальні дані Пенні). Поступово Леонард і його друзі, незважаючи на їхні дивацтва, стають найкращими друзями Пенні.

## Відносини
На відміну від інших персонажів серіалу, у Пенні було дуже багато романтичних стосунків.
Серіал починається з того, що Пенні розійшлася зі своїм хлопцем Куртом, з яким була разом 4 роки.
Наприкінці 1 сезону вона йде на побачення з Леонардом, але вже на початку другого — вони знову стають просто друзями. Проте протягом 3-го сезону в них все ж таки зав'язуються романтичні стосунки.
Після того як Леонард занадто рано сказав, що кохає її, Пенні вирішує порвати з ним стосунки. Проте згодом вони обоє зрозуміли свої почуття один до одного і знову почали зустрічатись.
Вона 2 рази ходила на побачення зі Стюартом, володарем крамниці з продажу коміксів.
В останньому епізоді 4 сезону Пенні проводить ніч з Раджем.